# Joaquim Antônio da Silva Callado
Joaquim Antônio da Silva Callado Júnior (Rio de Janeiro, 11 de julho de 1848 — 20 de março de 1880) foi um músico compositor e flautista brasileiro. É considerado como um dos criadores do choro ou o "pai dos chorões". 
Seu grupo, que ficou conhecido como "O Choro de Callado", era constituído por um instrumento de solo, no caso sua flauta de ébano, dois violões e um cavaquinho, onde os acompanhantes, ou os três instrumentistas de cordas, tinham boa capacidade de improvisar sobre o acompanhamento harmônico, que é a base do choro.
O compositor trabalhou e conviveu com inúmeros chorões, que se destacaram naquela fase de fixação da nova maneira de interpretar as modinhas, lundus, valsas e polcas. Dentre eles, o seu amigo e aluno, o flautista Viriato Figueira e sua também amiga Chiquinha Gonzaga.

## Biografia
Joaquim nasceu na cidade imperial, em 1848. Era filho de filho de Joaquim Antônio da Silva Callado e de Mathilde de Souza Callado. Desde muito pequeno convivia com música, pois seu pai era pistonista, professor de música e mestre de banda na Sociedade dos Artistas e na Sociedade Carnavalesca dos Zuavos. Sua família frequentava com frequência os clubes e festas carnavalescas no século XIX. A família era pobre, assim o pequeno Joaquim era educado em casa, onde teve suas primeiras aulas de piano, flauta e de música com o pai.
Aos 15 anos apresentou-se pela primeira vez em concerto, e teve como uma de suas primeiras composições Querosene, data de 1863.
Em 1866 começou a ter aulas de regência, harmonia e composição com o maestro Henrique Alves de Mesquita, que teve grande influência em sua formação musical. Em 1867, casou-se com Feliciana Adelaide Callado, com quem tem três filhas e um filho. Precisando sustentar a família, Joaquim começou a trabalhar como músico profissional, tocando flauta em concertos. Foi o segundo flautista no Teatro Ginásio Dramático onde tocou para a família imperial, além de tocar em salões privados e clubes populares.
Em 1867 compôs a quadrilha Carnaval, que se tornou um sucesso naquele ano. Em 1869, compôs a polca Querida por Todos, dedicada à amiga Chiquinha Gonzaga, com quem frequentava as rodas de música. Ele também tocava junto de Chiquinha em eventos e reuniões. Além de seu trabalho como músico, Joaquim também organizava rodas de música com os amigos, onde tocavam e ouviam todo tipo e gênero de música. É nestes círculos populares que Joaquim organizou seu próprio conjunto, em 1870, o Choro Carioca ou o Choro do Callado.
Logo Joaquim se tornou uma referência no choro da época. Durante a década de 1870 tornou-se um músico bastante conhecido na sociedade. Em 1973, sua composição Lundu Característico, que conseguiu um relativo sucesso. Ele ainda editaria as polcas Linguagens do Coração (1872), Ímã (1873) e Cruzes, Minha Prima (1875), entre outras e tornou-se um dos mais célebres flautistas cariocas.
Em 1871, Joaquim foi indicado como professor da cadeira de flauta do Imperial Conservatório de Música e em 1879 foi condecorado como Comendador da Imperial Ordem da Rosa.

## Morte
Sua carreira de sucesso é subitamente interrompida quando Joaquim cai de cama e rapidamente adoece. Ele morreu em 20 de março de 1880, na cidade do Rio de Janeiro, aos 31 anos, devido a uma meningoencefalite. Ele foi sepultado no Cemitério de São João Batista, no Caju. Deixou quatro filhos com Feliciana Adelaide Callado: Alice Callado Corrêa, Luísa Callado Ribeiro de Castro, Elvira Callado e Artur da Silva Callado.
Para homenageá-lo, Catulo da Paixão Cearense compôs letra para a polca Flor Amorosa (1880), consagrando-a no cancioneiro nacional.

## Composições
- Adelaide
- Ai, que gozos
- Aurora
- Capricho característico
- Caprichosa
- Carnaval de 1867
- Celeste
- Choro
- As cinco deusas
- Como é bom
- Como é bom o que é bom!
- Conceição
- Consoladora
- Cruzes, minha prima!
- A dengosa
- A desejada
- Ermelinda
- Ernestina
- Família Paul
- Fantasia para flauta
- Flor amorosa (com letra posterior de Catulo da Paixão Cearense)
- As flores do coração
- Florinda
- Hermenêutica
- Honorata
- Íman
- Improviso
- Isabel
- Laudelina
- Lembrança do cais da Glória
- Linguagem do coração
- Lírio fanado
- Lundu característico
- Manuela
- Manuelita
- Maria
- Maria Carlota
- Mariquinhas
- Mimosa
- Não digo
- Uma noite de folia
- O que é bom, é bom! loucos!
- Olhos de Ana
- Pagodeira
- Perigosa
- Perigoso
- Polca em dó maior
- Polucena
- Puladora
- Quem tocar, toca sempre
- Querida por todos
- Querosene e tnt
- O regresso de Chico Trigueira
- Rosinha
- Salomé
- Saturnina
- Saudades do cais da Glória
- Saudades de Inhaúma
- Saudosa
- A sedutora
- Sete de novembro
- Sousinha
- Suspiro
- Suspiros de uma donzela
- Último suspiro
- União comercial
- Valsa
- Vinte e um de agosto
- Vinte e um de junho